# 山崎糸治
山崎 糸治（やまざき いとじ、別表記: 山﨑 糸治、1950年または1951年 - ）は、日本の地方公務員。京都市建設局長、京都市都市整備公社理事長を歴任。瑞宝小綬章受章者。

## 人物・経歴
1975年 (昭和50年) 立命館大学理工学部卒業。京都市役所に入庁し、京都市建設局道路部長、建設局長、財団法人京都市都市緑化協会理事。京都市営地下鉄東西線の布設、自転車等駐車場の整備や放置自転車撤去などに取り組んだ。市役所退職後に一般財団法人京都市都市整備公社理事長。

## 著作
- 「現場から 大断面矩形シールド工法の概要について(京都市高速鉄道東西線六地蔵北工区)」
- 「京都市高速鉄道東西線の建設概要」 (中川嘉博と共著)
- 「山岳トンネルからのシールド発進 京都市地下鉄東西線安朱工区」[7]

## 栄典
- 2024年 令和6年秋の叙勲で瑞宝小綬章を受章[1]